# Região de Planejamento do Médio Mearim
A Região de Planejamento do Médio Mearim é uma das 32 Regiões de Planejamento do Estado do Maranhão.
Pedreiras é a cidade-polo da região, sendo o maior polo comercial, industrial, de serviços e educacional da região. É a segunda região mais densamente povoada, atrás somente da Região da Ilha do Maranhão.

## A Regional
A Região do Médio Mearim é formada por 09 municípios, sendo eles:
- Bernardo do Mearim
- Esperantinópolis
- Igarapé Grande
- Lima Campos
- Pedreiras
- Poção de Pedras
- São Raimundo do Doca Bezerra
- São Roberto
- Trizidela do Vale